# Jacob Wit
Jacob Theodorus (Bob) Wit (Haarlemmermeer, 24 december 1952 – 16 januari 2024) was een jurist en rechter in het Caribisch Hof van Justitie, gevestigd in Trinidad en Tobago. Daarnaast was hij president van het Constitutioneel Hof van Sint Maarten.
Wit heeft rechtsgeleerdheid gestudeerd aan de Vrije Universiteit, hij behaalde in 1977 cum laude de graad van meester. Vanaf 1978 volgde hij een opleiding tot rechter bij het Studiecentrum Rechtspleging in Zutphen. Tijdens die opleiding was hij griffier bij de rechtbank Rotterdam, plaatsvervangend officier van justitie en werkte hij als advocaat bij het kantoor Van Doorne & Sjollema in Rotterdam. In 1984 werd Wit aangesteld als rechter bij de rechtbank Rotterdam, in 1986 werd hij rechter bij het Gerecht in Eerste Aanleg op Curaçao. Na meerdere rechterlijke functies te hebben vervuld op de Nederlandse Antillen werd hij in 2005 beëdigd als rechter in het Caribisch Hof van Justitie. Naast deze functie was hij sinds 2010 president van het Constitutioneel Hof van Sint Maarten.
In 2020 werd Wit de NJV-prijs toegekend.
Wit overleed op 71-jarige leeftijd.